# Kia Seltos
Kia Seltos là một chiếc crossover SUV cỡ nhỏ do Kia Motors chế tạo. Tên gọi của nó được lấy cảm hứng từ Celtos, con trai của Hercules trong thần thoại Hy Lạp. Theo Kia, Seltos nhắm trực tiếp vào thế hệ millennials và những khách hàng trẻ trung, am hiểu công nghệ đang tìm kiếm một chiếc xe nổi bật giữa đám đông.
Có ba phiên bản của Seltos, một là loại lớn hơn được sản xuất tại Hàn Quốc dành cho các thị trường phát triển (mã thân: SP) và hai phiên bản khác là Seltos do Ấn Độ sản xuất (mã thân: SP2i) và phiên bản Trung Quốc có mã hiệu là KX3 (mã thân: SP2c). Các mẫu SP2i và SP2c là phiên bản giá rẻ của Seltos để thâm nhập vào các thị trường mới nổi cũng như đồng thời cạnh tranh với Hyundai ix25 / Creta thế hệ thứ hai.

## Bán hàng
| Năm  | Việt Nam |
| ---- | -------- |
| 2020 | 6.065    |
| 2021 |          |